# Aloeides grandis
Aloeides grandis är en fjärilsart som beskrevs av Tite och Dickson 1968. Aloeides grandis ingår i släktet Aloeides och familjen juvelvingar. Inga underarter finns listade i Catalogue of Life.